# Berbice-Niederländisch
Berbice-Niederländisch (ndl. Berbice-Nederlands) ist eine heute ausgestorbene Kreolsprache, die etwa bis zur Mitte des 20. Jahrhunderts in Guyana gesprochen wurde. Der Name leitet sich von Berbice ab, einer von 1627 bis 1814 bestehenden niederländischen Kolonie an der Nordküste Südamerikas, im Osten des heutigen Guyana, an der Grenze zum heutigen Suriname. Durch den Britisch-Niederländischen Vertrag von 1814 fiel Berbice an Großbritannien. Infolgedessen verdrängte das Englische allmählich das Niederländische.

## Forschungsgeschichte
Die Dokumentation dieser Sprache ist der Forschung von Silvia Kouwenberg zu verdanken, die zwischen 1986 und 1990 durch mühevolle Suche in den abgelegensten Gebieten des tropischen Regenwalds lediglich elf Personen fand, die sich dieser Sprache noch erinnern konnten. Die ältesten Sprecher waren damals Hennie Hartman (* 1895, † 1990) und Alberta Bell (* 1903), jüngste Sprecherin war Hilda Adolph (* 1923), die die Sprache jedoch nicht mehr voll beherrschte. Während ihrer Forschung musste Silvia Kouwenberg die Sprache selbst erlernen, weil nur so die letzten Menschen, die diese Sprache noch beherrschten, zu bewegen waren, diese sterbende Sprache noch einmal zu sprechen. Während ihrer Arbeit starben wichtige Sprecher, die noch viele alte Märchen und Geschichten in dieser Sprache kannten.

## Bedeutung
Berbice-Niederländisch ist in vieler Hinsicht einmalig und bietet tiefe Einblicke in die Geschichte der Kreolsprachen, die durch den atlantischen Sklavenhandel entstanden. Berbice-Niederländisch war die einzige Kreolsprache, die noch so viele Wörter einer bestimmten afrikanischen Sprache (Ost-Ijo, aus dem Nigerdelta) enthielt, dass man das Herkunftsgebiet der Sklaven in Afrika bestimmen konnte und so diesen Menschen einen Teil ihrer Geschichte und Identität zurückgeben konnte.

## Beispiele
„An en kuliman wa yen dang, hab shi korimanyap.“
Und ein Inder war gewesen da, hatte ihm-gehörend Arbeits-mann-viel.
„Da gab es einen Inder, der viele Arbeiter hatte.“
Dieser Satz zeigt, wie aus Wurzeln verschiedener Herkunft ein komplexer Satz entsteht, obwohl er einer Person, die der Sprache nicht mächtig ist, wie ein unstrukturiertes „Gebrabbel“ aus einigen erkennbaren niederländisch-deutschen Wortfetzen erscheint (een = ein, kuli = Kuli,  indischer Arbeiter, man = Mann, wa = war, hab = haben, die anderen Bestandteile stammen zum Teil aus anderen Quellen).
„Eke ore drokodroko-drokodroke!“
Ich Ohren taub-taub!
„Ich bin schon völlig taub!“
Dieser Satz zeigt zwei beachtenswerte Dinge: Das Personalpronomen der ersten Person in der Einzahl (eke = ich) geht nicht wie bei allen anderen atlantischen Kreolsprachen auf eine Wurzel „mi“, „mo“ oder ähnlich zurück, was die Eigenständigkeit des Berbice-Niederländischen zeigt. Darüber hinaus zeigt es, wie eine Verdopplung kreativ eingesetzt werden kann. Die Verdoppelung eines Wortes zeigt oft eine Steigerung an. Hier wird ein Wort, das selbst aus einer Verdopplung entstand, nämlich (drokodroko = taub) aus (droko = trocken), nochmals zur Steigerung verdoppelt.